# Interstate 80
Interstate 80 eller I-80 är en väg, Interstate Highway, i USA. Den börjar i San Francisco och slutar strax väster om New York och räknas därför som en kust-till-kust-väg. På vägen går den genom delstaterna Kalifornien, Nevada, Utah, Wyoming, Nebraska, Iowa, Illinois, Indiana, Ohio, Pennsylvania och New Jersey.

## Historia
Motorvägen planerades under Eisenhowers presidenttid i mitten av 1950-talet som en ursprunglig del av Interstate Highway System, det federala motorvägssystemet. Den sista delsträckan i närheten av Salt Lake City invigdes 1986. Vid ceremonin uppmärksammades att platsen ligger nära Promontory Summit i Utah, där den första transamerikanska järnvägen över kontinenten färdigställdes 1869.
Interstate 80 följer den ungefärliga sträckningen för många historiska kommunikationsleder västerut i USA. Delar av motorvägen följer den historiska sträckningen för nybyggarlederna Oregon Trail och California Trail. I västra USA går motorvägen till stora delar parallellt med den första transamerikanska järnvägen som byggdes i slutet av 1860-talet. Den första transkontinentala landsvägen, Lincoln Highway, följde också samma ungefärliga sträckning. Lincoln Highways efterföljare, U.S. Route 30, hade tidigare ungefär samma sträckning som motorvägen innan motorvägen byggdes och är delvis samskyltad med Interstate 80.

## Delstater, countyn och städer som vägen går igenom
Vägen går igenom och i närheten av ett antal stora städer på vägen, ungefär längs sträckningen San Francisco – Oakland – Sacramento – Reno, Nevada – Salt Lake City – Cheyenne, Wyoming – Omaha, Nebraska – Des Moines, Iowa – Quad Cities – Chicago – Toledo, Ohio – Cleveland, Ohio – New York. I listan nedan anges vilka kommuner som vägen passerar igenom.

### Kalifornien

#### San Francisco

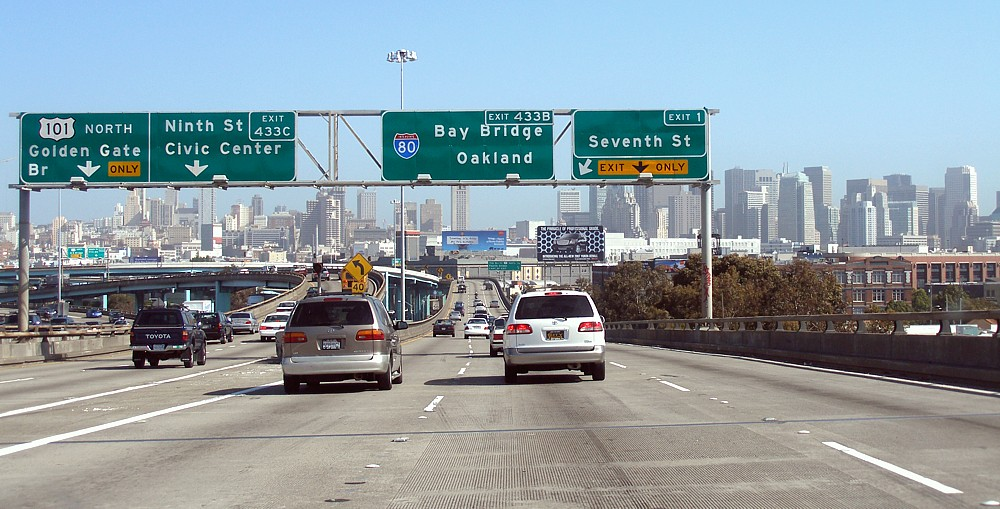
Interstate 80 i San Francisco, 2006.

- San Francisco

#### Alameda County
- Oakland
- Emeryville
- Albany

#### Contra Costa County
- Richmond
- El Cerrito
- San Pablo
- Pinole
- Hercules

#### Solano County

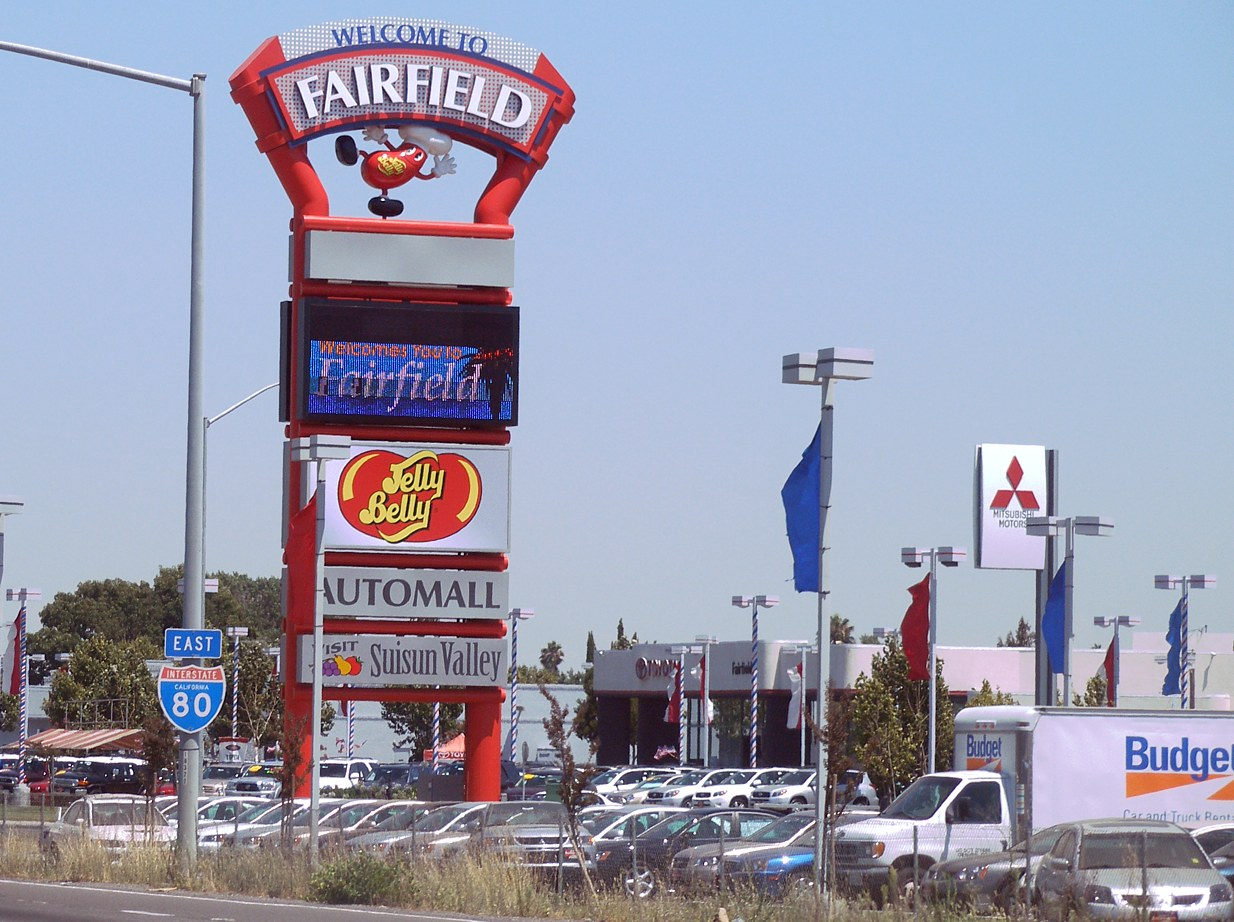
Välkomstskylt i Fairfield, Kalifornien.

- Vallejo
- Fairfield
- Vacaville
- Dixon

#### Yolo County
- Davis
- West Sacramento

#### Sacramento
- Sacramento

#### Placer County
- Citrus Heights
- Roseville
- Rocklin
- Loomis
- Lincoln
- Auburn
- Colfax

#### Nevada County
- Truckee

#### Sierra County
(inga städer)

### Nevada

#### Washoe County

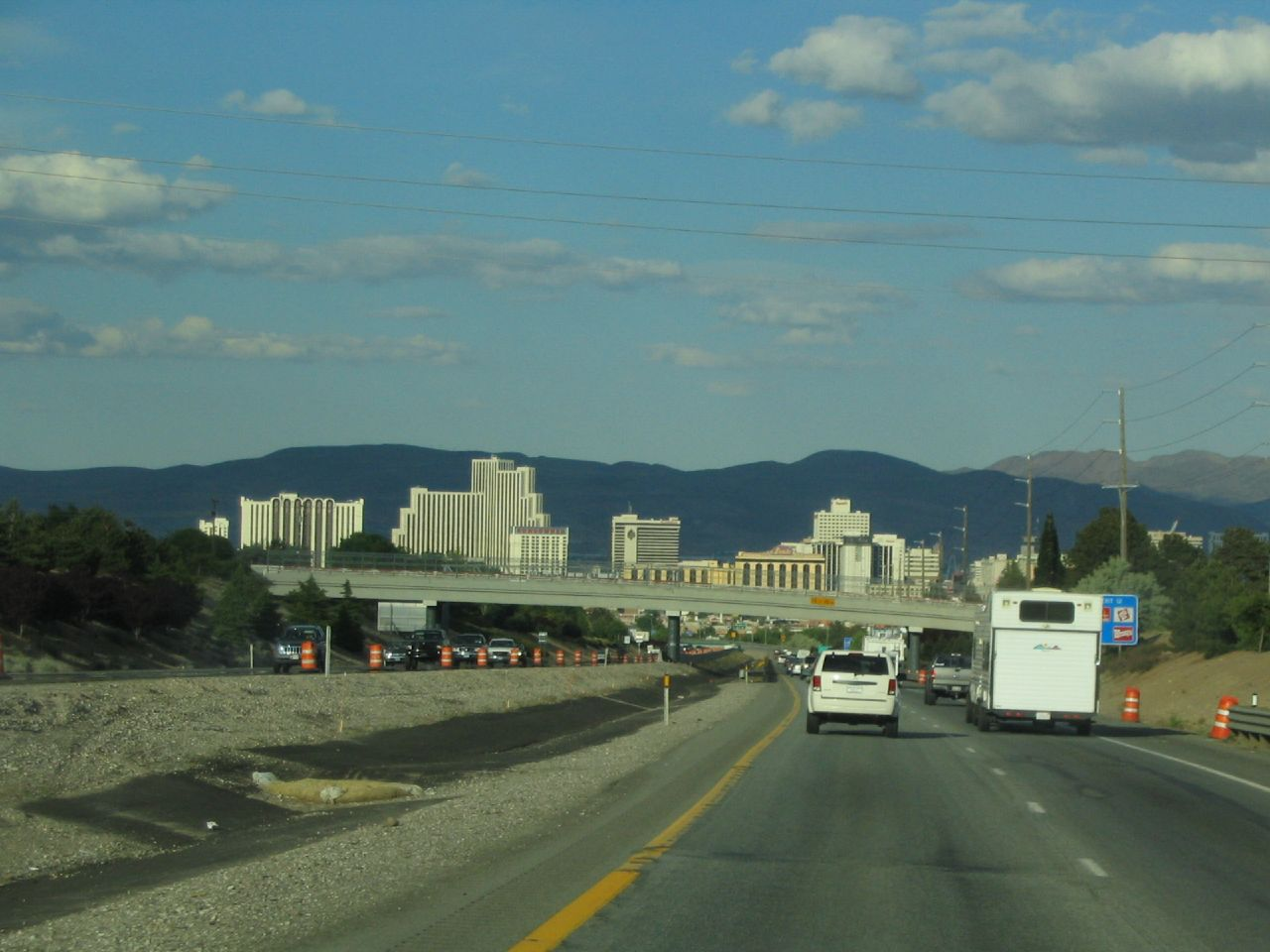
Interstate 80 på väg in mot centrala Reno, Nevada.

- Verdi
- Mogul
- Reno
- Sparks
- Wadsworth

#### Storey County
(inga städer)

#### Lyon County
- Fernley

#### Churchill County
(inga städer)

#### Pershing County
- Lovelock

#### Humboldt County
- Winnemucca

#### Lander County
- Battle Mountain

#### Eureka County
(inga städer)

#### Elko County

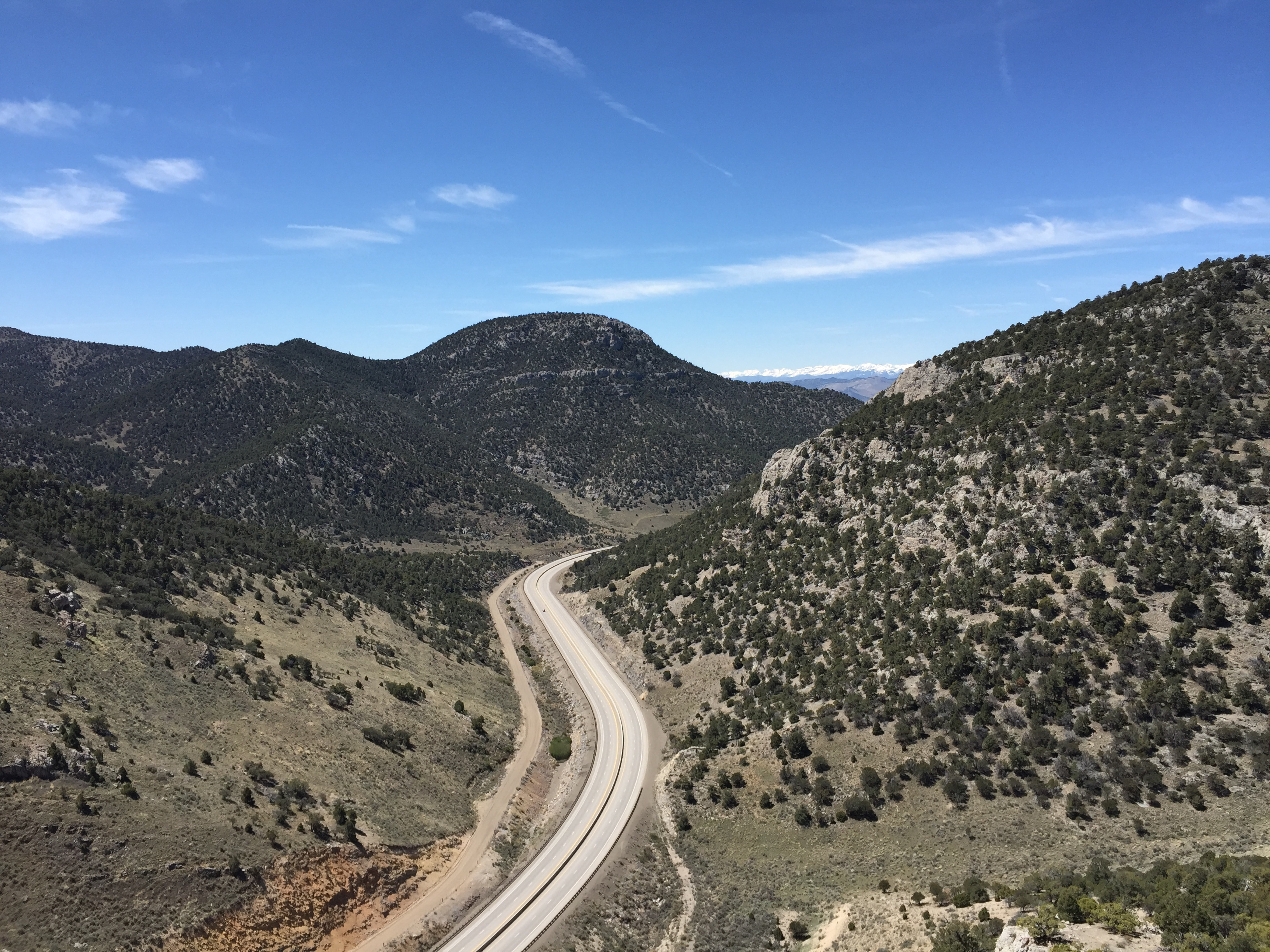
Maverick Canyon

- Carlin
- Elko
- Wells
- West Wendover

### Utah

#### Tooele County
- Wendover

#### Salt Lake County

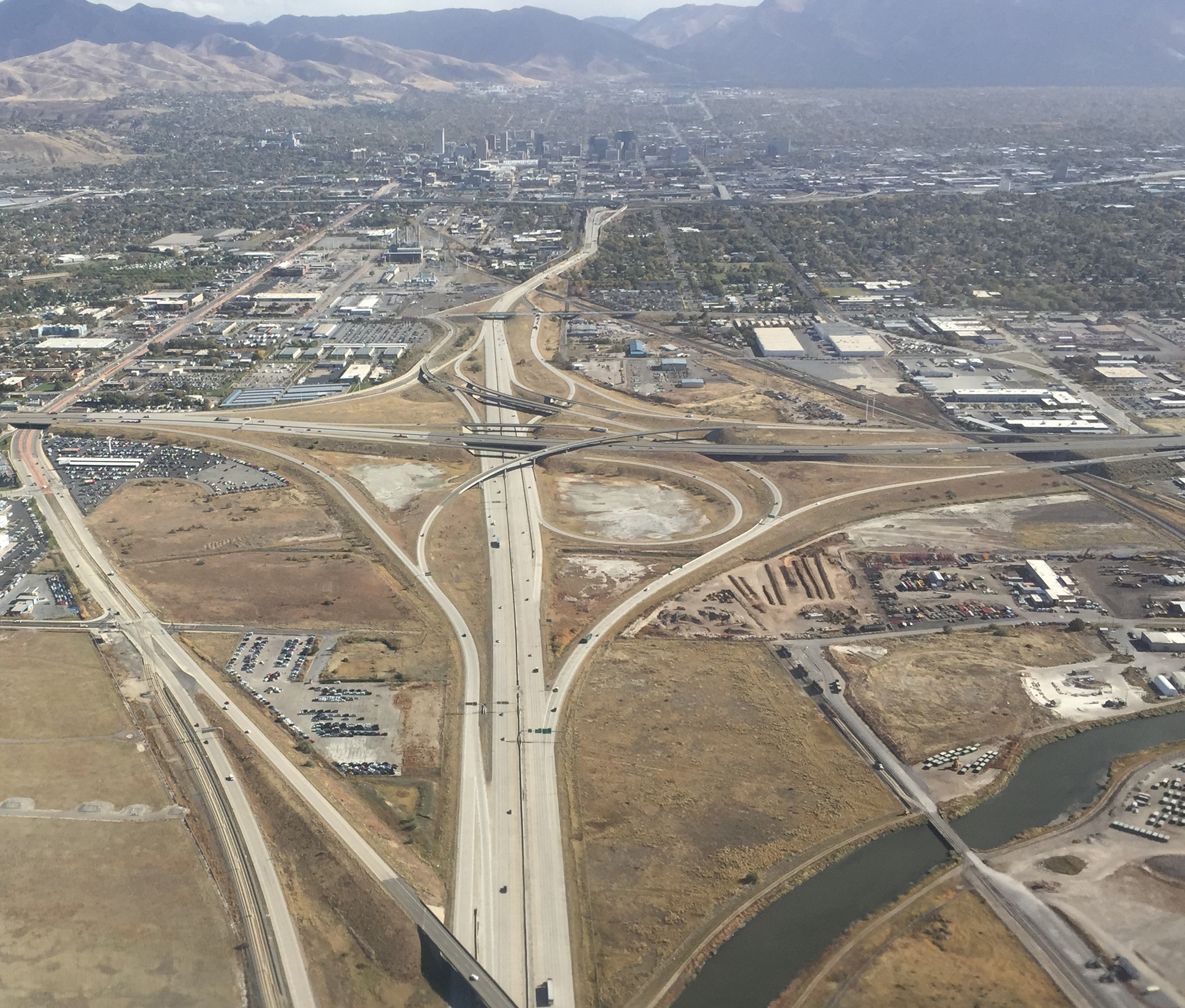
Korsning med Interstate 215 i Salt Lake City.

- Salt Lake City
- South Salt Lake

#### Summit County

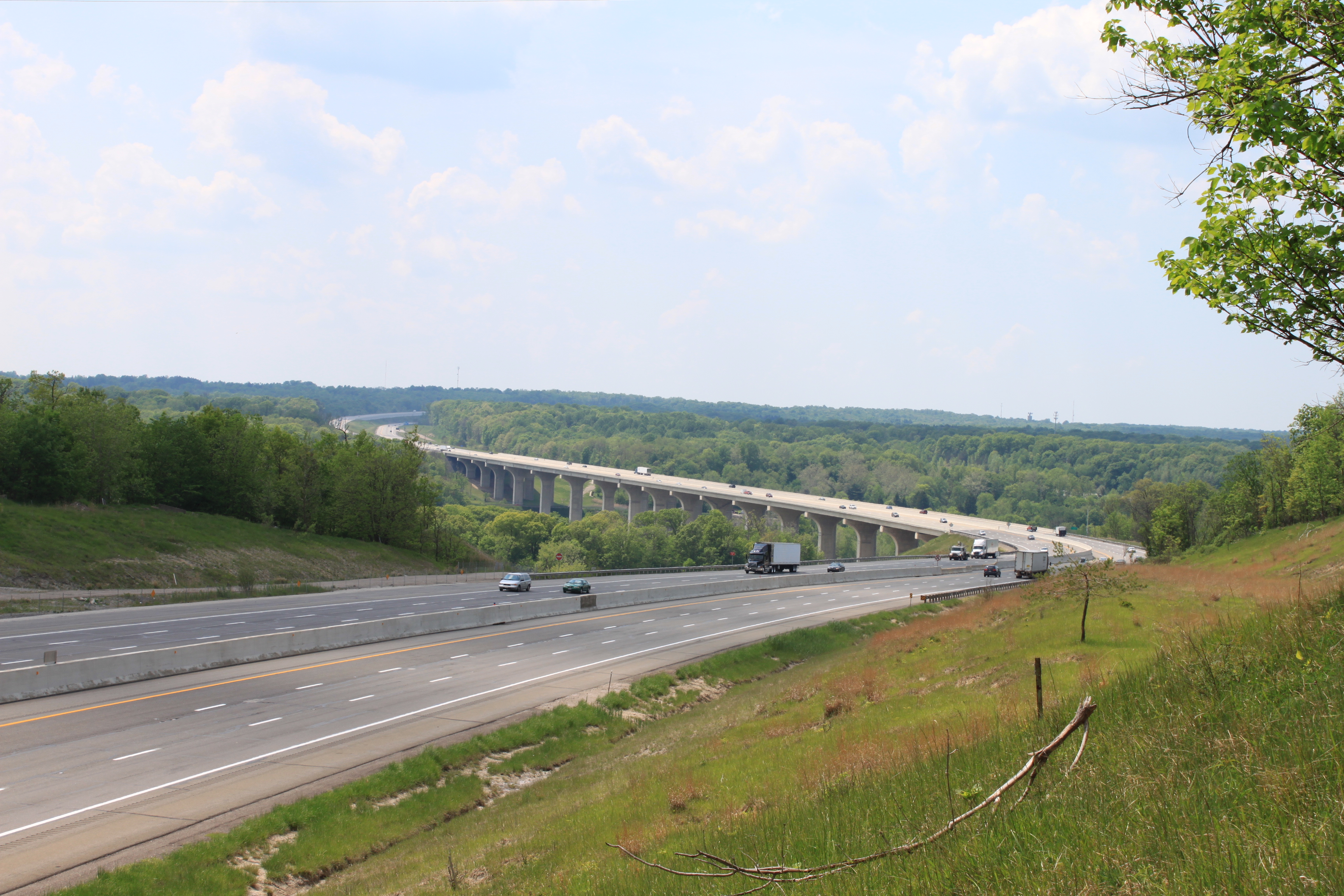
Cuyahoga Valley nära Boston Heights, Ohio.

- Wanship
- Coalville

### Wyoming

#### Uinta County
- Evanston

#### Sweetwater County

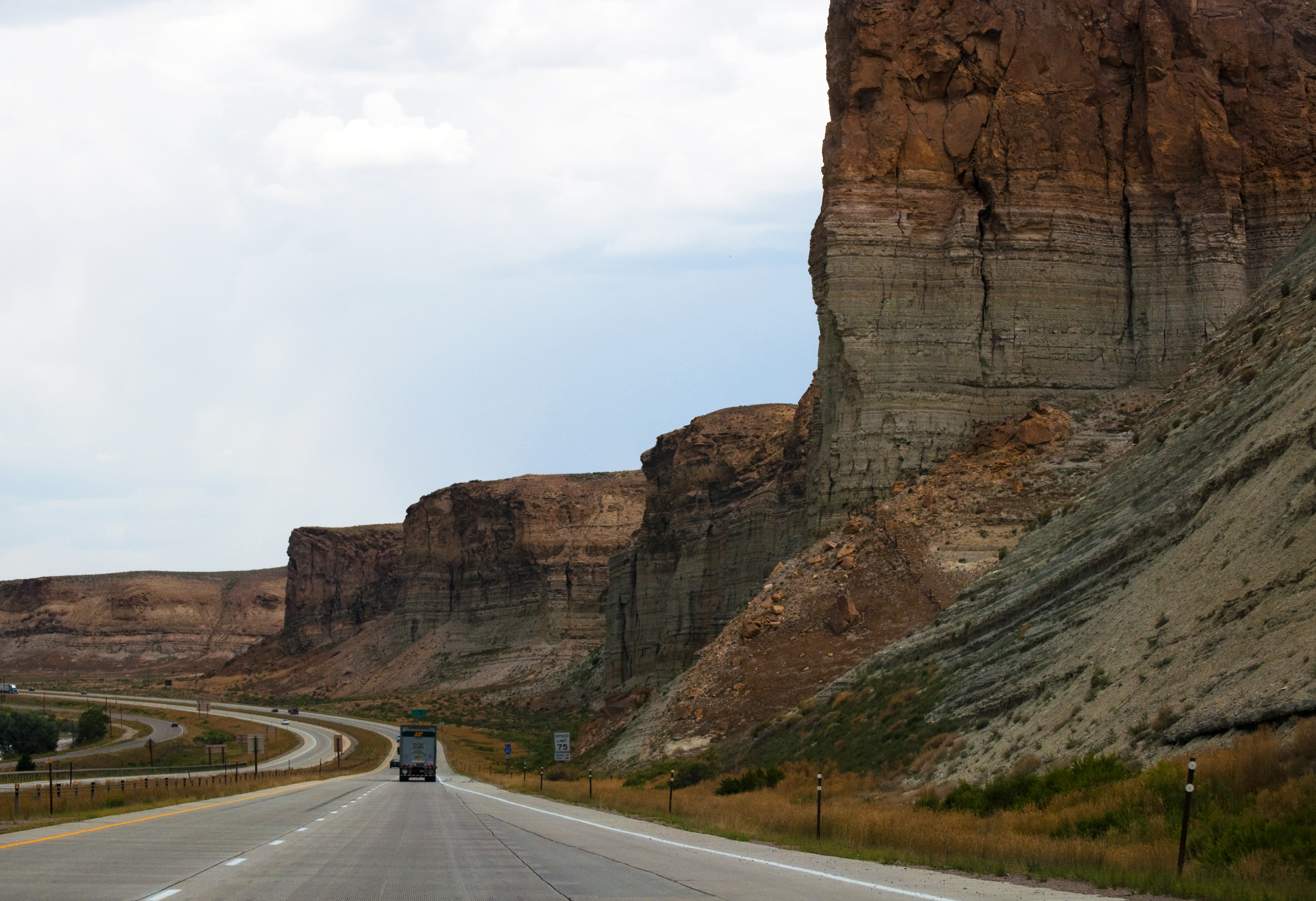
Klippiga bergen vid Green River, Wyoming.

- Green River
- Rock Springs
- Wamsutter

#### Carbon County
- Rawlins
- Sinclair

#### Albany County
- Laramie
- Buford. I närheten ligger Sherman Summit, ett bergspass som är den högst belägna punkten på Interstate 80.

#### Laramie County

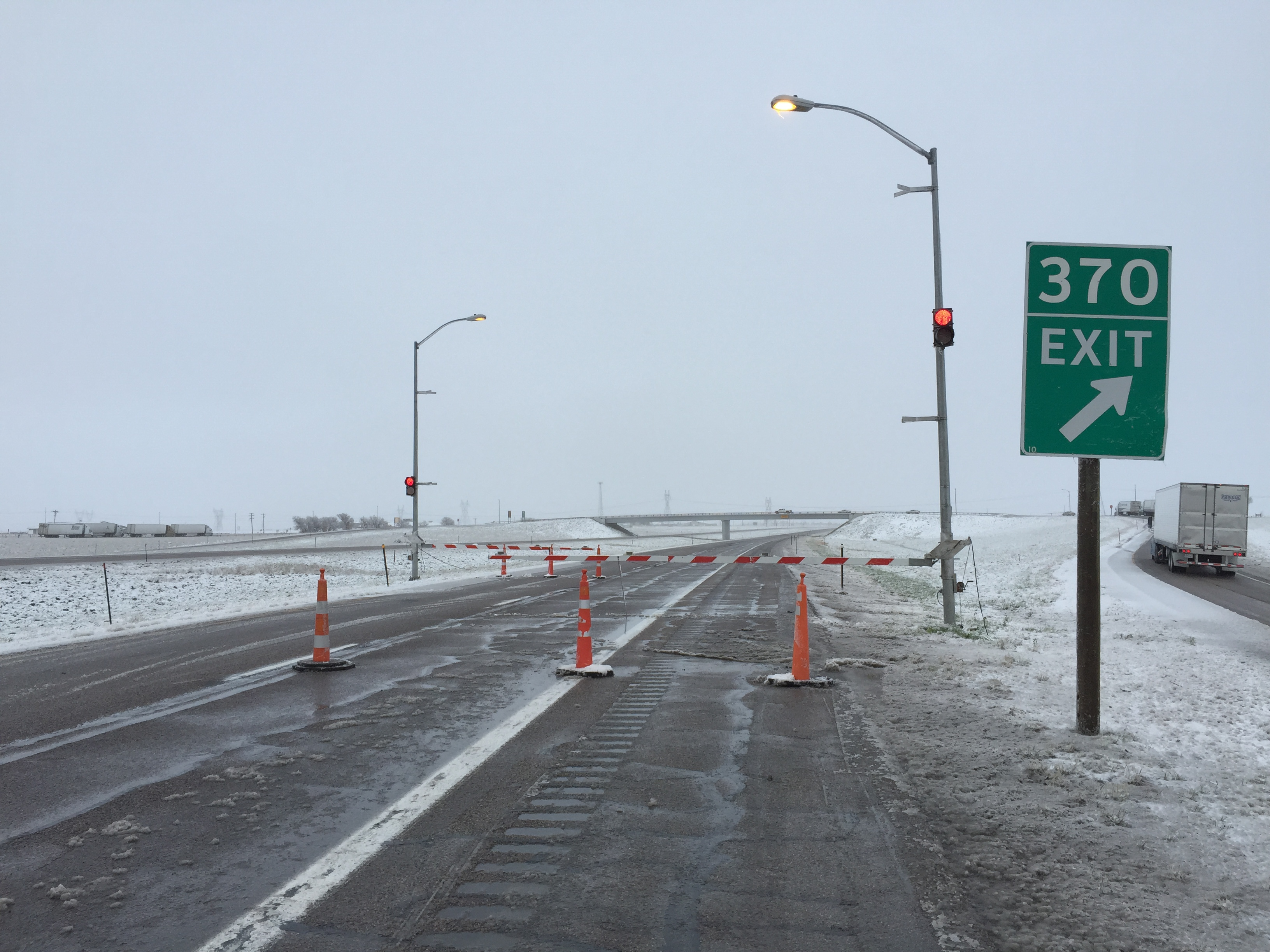
Interstate 80 avstängd på grund av snöstorm nära Archer, Wyoming i Laramie County.

- Cheyenne
- Pine Bluffs

### Nebraska

#### Kimball County
- Bushnell
- Dix

#### Cheyenne County
- Potter
- Sidney
- Lodgepole

#### Deuel County
- Chappell
- Big Springs

#### Keith County
- Brule
- Ogallala
- Paxton

#### Lincoln County
- Sutherland
- Hershey
- North Platte
- Maxwell
- Brady

#### Dawson County
- Gothenburg
- Cozad
- Lexington
- Overton

#### Buffalo County

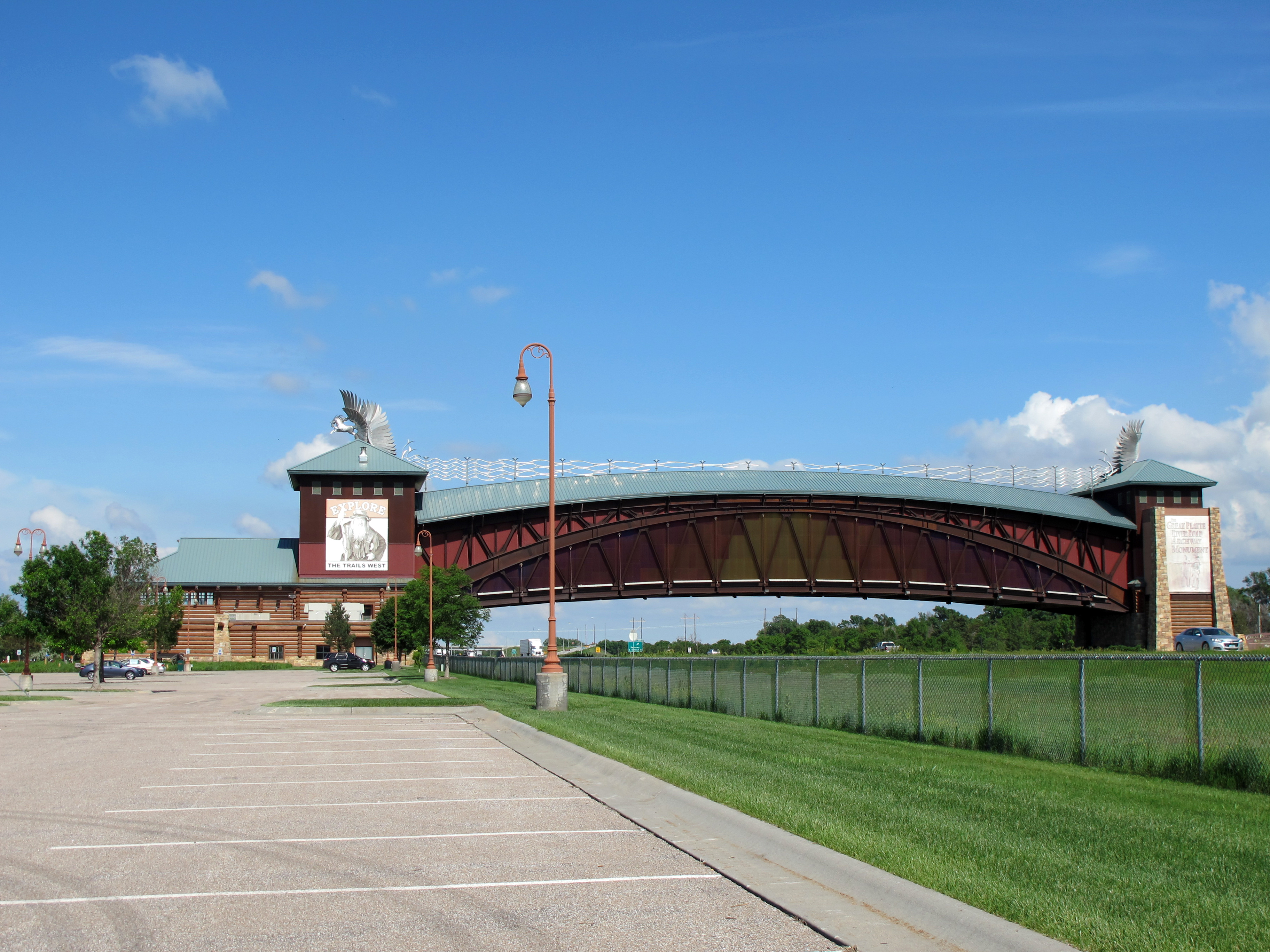
Great Platte River Road Archway Monument i Kearney, Nebraska.

- Elm Creek
- Kearney
- Gibbon
- Shelton

#### Hall County
- Wood River
- Grand Island

#### Hamilton County
- Giltner
- Aurora
- Hampton

#### York County
- Henderson
- York

#### Seward County
- Beaver Crossing
- Goehner
- Milford

#### Lancaster County

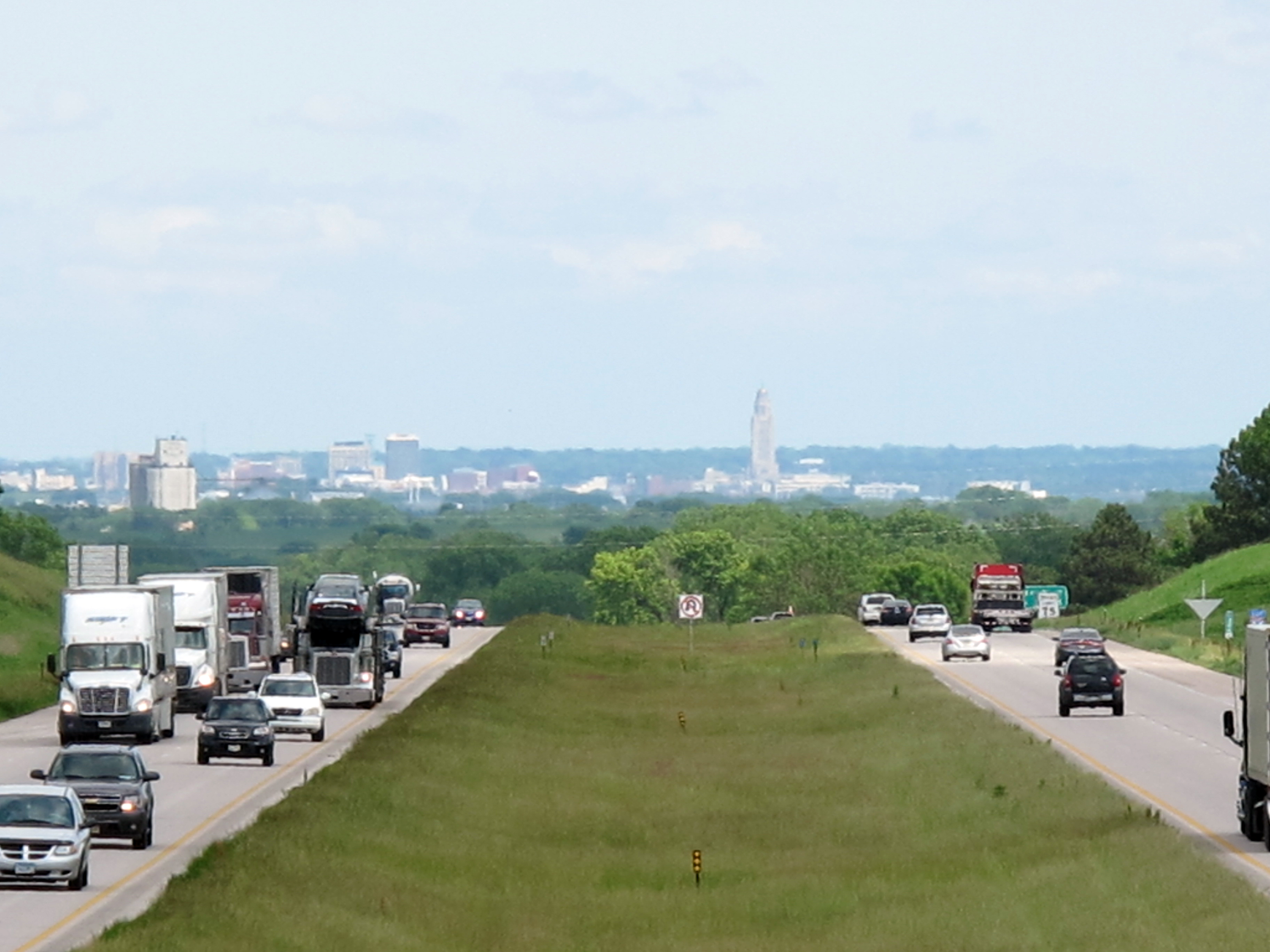
Interstate 80 utanför Lincoln, Nebraska.

- Lincoln

#### Cass County
- Ashland

#### Sarpy County
- Gretna

#### Douglas County
- Omaha

Vid Omaha korsar vägen Missourifloden.

### Iowa

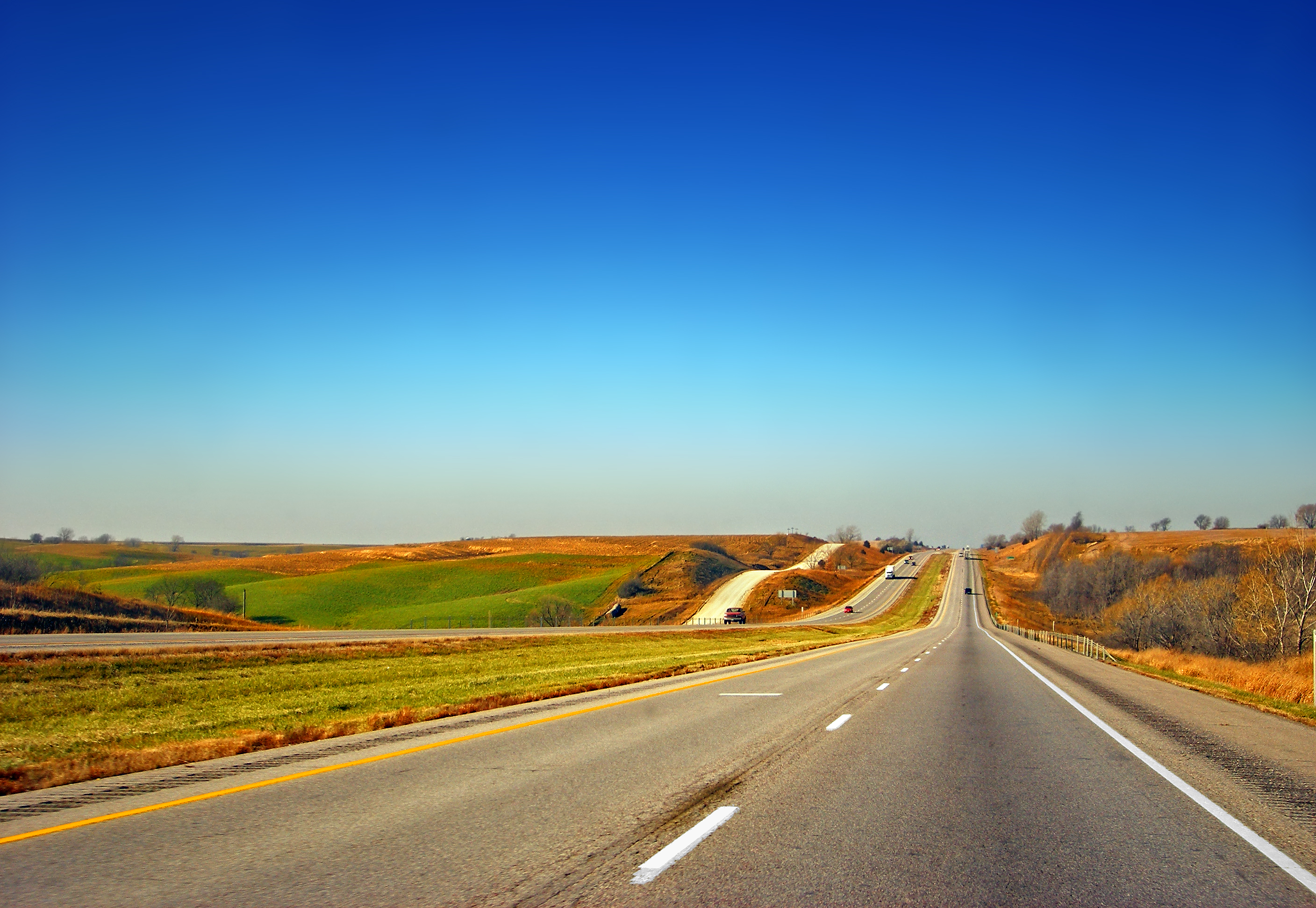
Interstate 80 i västra Iowa.

#### Pottawattamie County
- Council Bluffs
- Underwood
- Neola
- Minden Township
- Shelby
- Avoca
- Walnut

#### Cass County
- Brighton Township
- Pymosa Township
- Benton Township
- Grant Township

#### Adair County
- Adair
- Casey
- Jefferson Township
- Stuart
- Lincoln Township

#### Madison County
(inga städer)

#### Dallas County
- Dexter
- Adams Township
- De Soto
- Van Meter
- Waukee
- West Des Moines

#### Polk County
- Clive
- Urbandale
- Johnston
- Saylor Township
- Ankeny
- Altoona
- Bondurant
- Mitchellville

#### Jasper County
- Colfax
- Sherman Township
- Newton
- Buena Vista Township
- Rock Creek Township

#### Poweshiek County
- Grinnell
- Montezuma
- Bear Creek Township
- Warren Township

#### Iowa County
- Hartford Township
- Sumner Township
- Williamsburg
- Iowa Township

#### Johnson County
- Oxford Township
- Tiffin
- Coralville
- Iowa City
- Scott Township

#### Cedar County
- West Branch
- Springdale Township
- Iowa Township
- Rochester Township
- Sugar Creek Township
- Farmington Township

#### Scott County

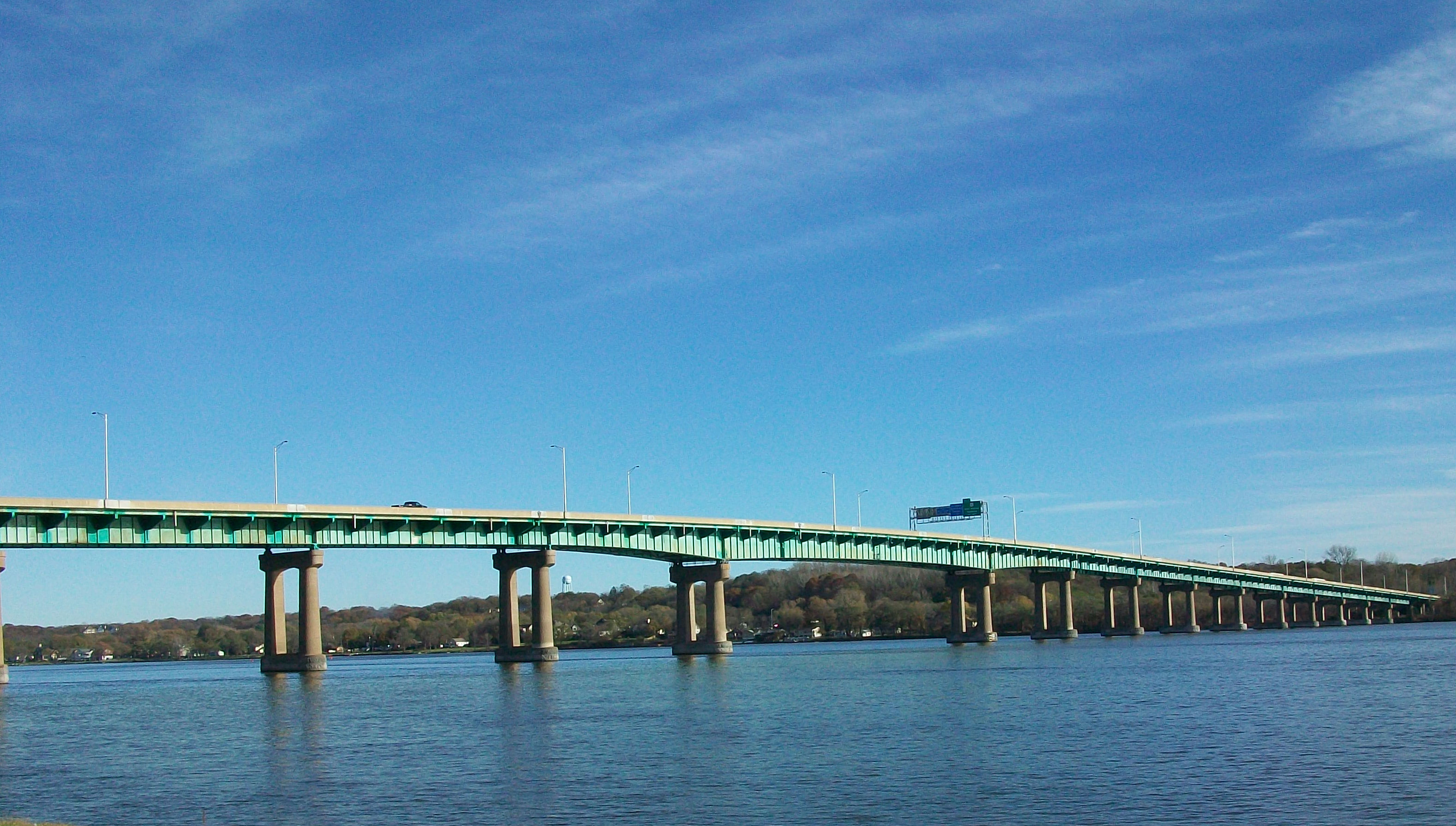
Fred Schwengel Memorial Bridge över Mississippifloden vid Le Claire, Iowa.

I Scott County passerar vägen genom Quad Cities storstadsområde.
- Cleona Township
- Walcott
- Davenport
- Bettendorf
- Le Claire

Vid Le Claire korsar vägen Mississippifloden.

### Illinois

#### Rock Island County
- Hampton Township
- Moline

#### Henry County
- Colona
- Colona Township
- Geneseo
- Atkinson
- Annawan

#### Bureau County
- Concord Township
- Princeton
- Selby Township
- Ladd

#### LaSalle County
- Peru
- LaSalle
- North Utica
- Ottawa
- Rutland Township/Miller Township

#### Grundy County
- Erienna Township
- Morris
- Saratoga Township/Aux Sable Township
- Minooka

#### Will County

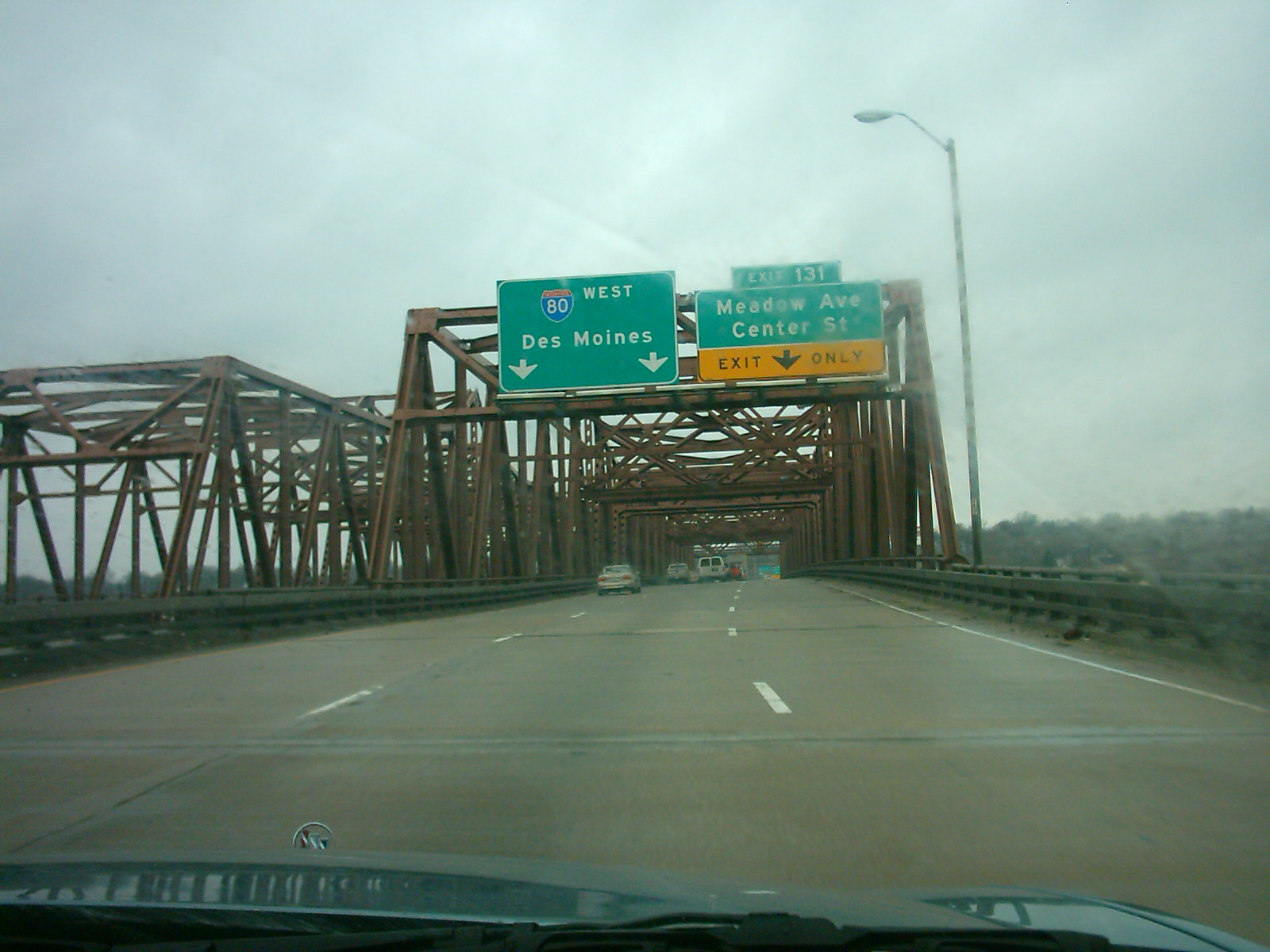
Des Plaines River Bridge i Joliet, Illinois.

- Joliet
- Joliet Township
- New Lenox
- Frankfort Township

#### Cook County
Interstate 80 passerar söder om Chicago genom Cook County.
- Tinley Park
- Country Club Hills
- Hazel Crest
- East Hazel Crest
- South Holland
- Lansing

### Indiana

#### Lake County

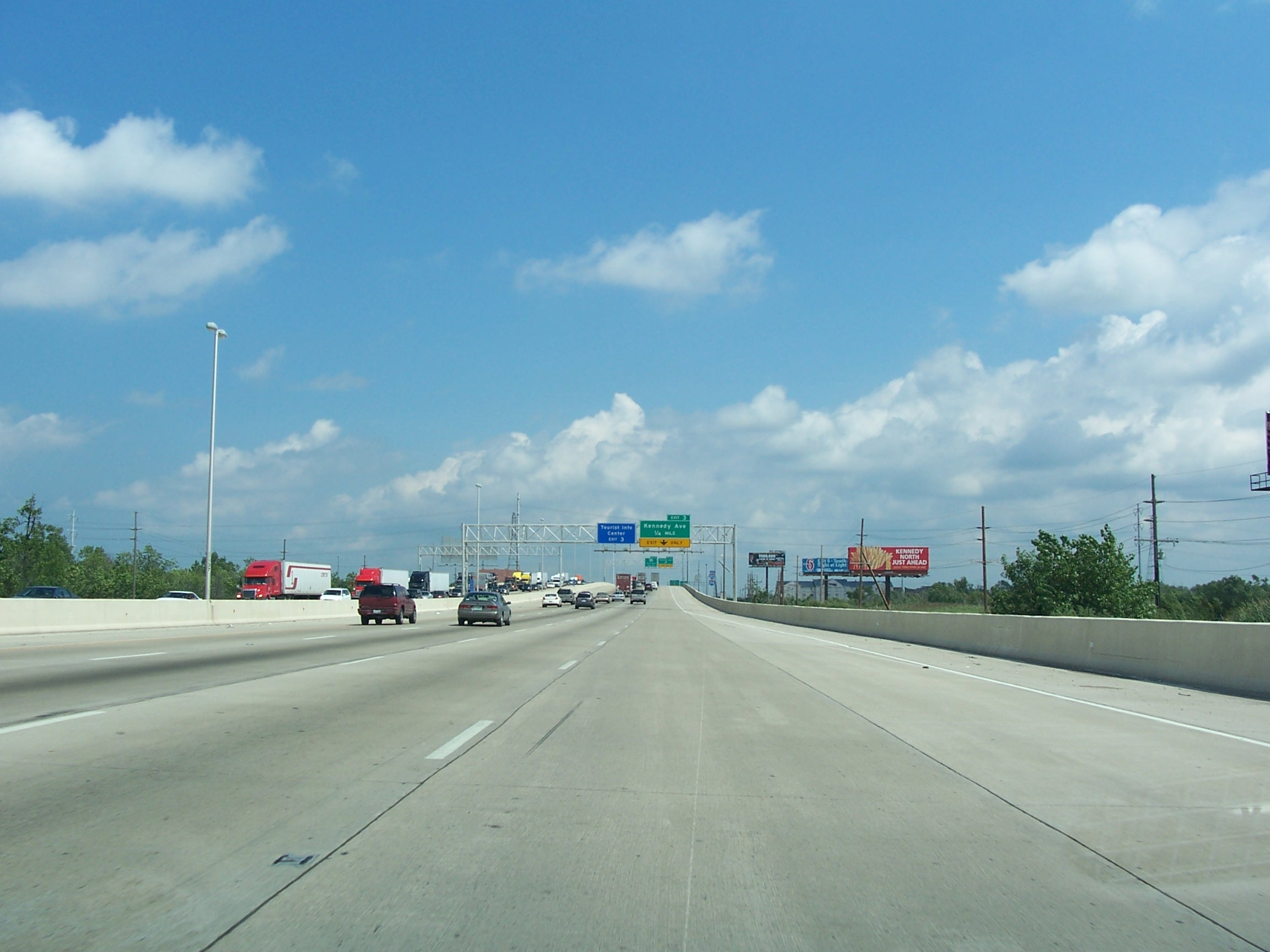
Borman Expressway nära Hammond, Indiana.

- Munster
- Hammond
- Gary
- Lake Station

#### Porter County
- Portage
- Chesterton

#### LaPorte County
- New Durham Township
- Center Township

#### St. Joseph County
- South Bend
- Harris Township

#### Elkhart County
- Elkhart
- Bristol
- York Township

#### LaGrange County
- Howe

#### Steuben County
- Fremont
- York Township

### Ohio

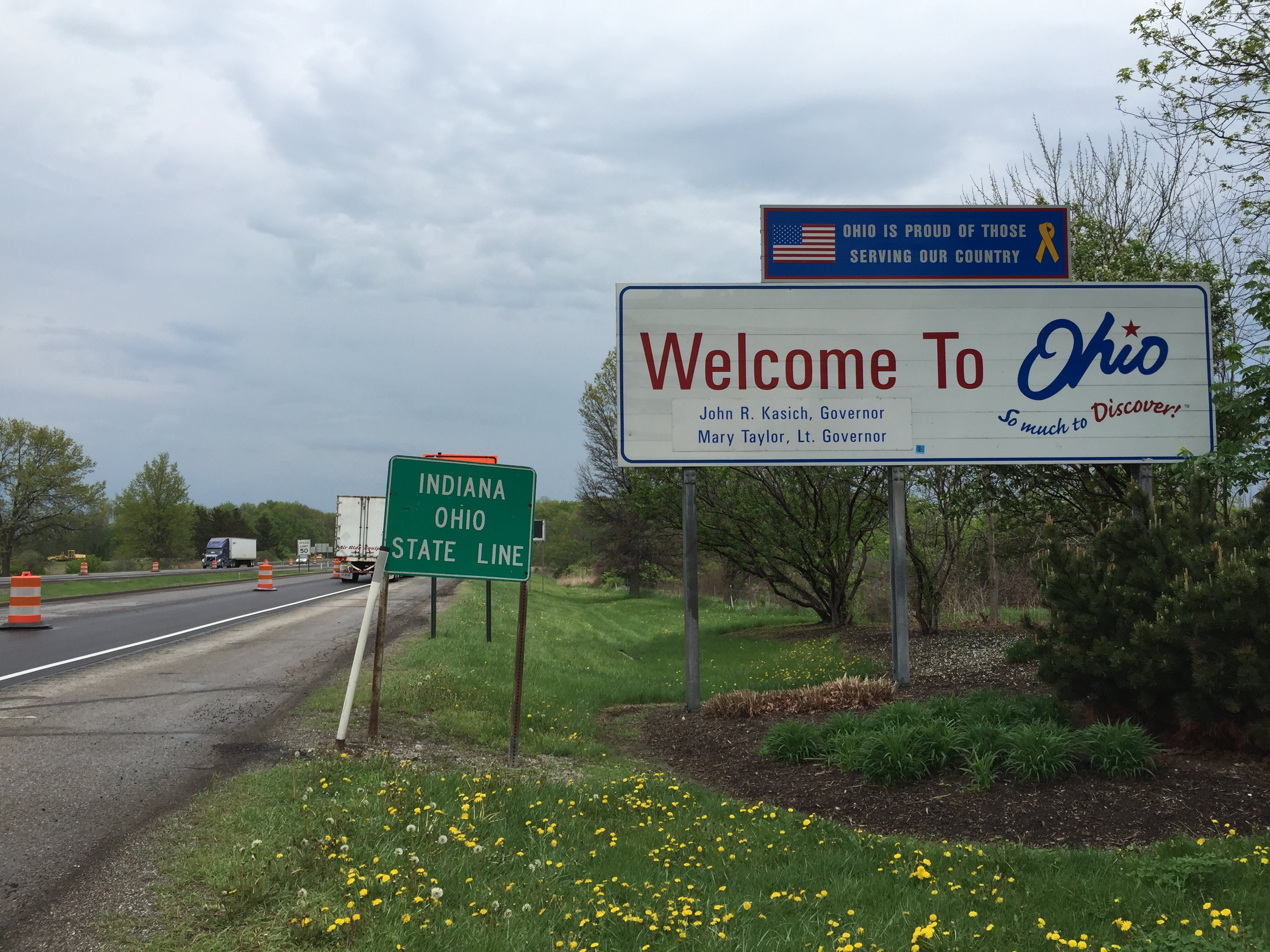
Välkomstskylt vid delstatsgränsen mot Ohio från Indiana.

#### Williams County
- Northwest Township
- Holiday City
- Brady Township

#### Fulton County
- Franklin Township
- Dover Township
- Pike Township

#### Lucas County
- Monclova Township
- Maumee

#### Wood County
- Rossford
- Lake Township

#### Ottawa County
- Harris Township

#### Sandusky County
- Sandusky Township
- Riley Township

#### Erie County
- Groton Township
- Milan Township

#### Lorain County
- Brownhelm Township
- Amherst Township
- Elyria Township
- Elyria
- North Ridgeville

#### Cuyahoga County
- Strongsville
- Broadview Heights

#### Summit County
- Richfield
- Boston Heights

#### Portage County
- Streetsboro
- Shalersville Township
- Freedom Township

#### Trumbull County
- Braceville Township
- Lordstown

#### Mahoning County
- Jackson Township
- Austintown Township

#### Trumbull County
- Weathersfield Township
- Girard
- Liberty Township
- Hubbard Township

### Pennsylvania

#### Mercer County
- Shenango Township
- East Lackawannock Township
- Findley Township
- Worth Township

#### Venango County
- Barkeyville
- Clinton Township
- Scrubgrass Township

#### Butler County
(inga städer)
På gränsen mellan Butler County och Clarion County korsar vägen Alleghenyfloden.

#### Clarion County
- Richland Township
- Beaver Township
- Paint Township
- Monroe Township
- Clarion Township

#### Jefferson County
- Union Township
- Brookville
- Pine Creek Township
- Winslow Township

#### Clearfield County
- Sandy Township
- Pine Township
- Plymptonville
- Lawrence Township
- Cooper Township

#### Centre County
- Snow Shoe
- Boggs Township
- Spring Township

#### Clinton County
- Porter Township
- Lamar Township
- Greene Township

#### Union County
- West Buffalo Township
- White Deer Township

#### Northumberland County
- Milton
- East Chillisquaque Township

#### Montour County
- Valley Township

#### Columbia County
- Hemlock Township
- Bloomsburg
- South Centre Township
- Main Township

#### Luzerne County
- Sugarloaf Township
- Butler Township
- White Haven

#### Carbon County
- Kidder Township

#### Monroe County
- Tunkhannock Township
- Jackson Township
- Pocono Township
- Hamilton Township
- Stroud Township
- Stroudsburg
- East Stroudsburg
- Delaware Water Gap

På gränsen mellan Pennsylvania och New Jersey korsar I-80 Delawarefloden vid Delaware Water Gap.

### New Jersey

#### Warren County

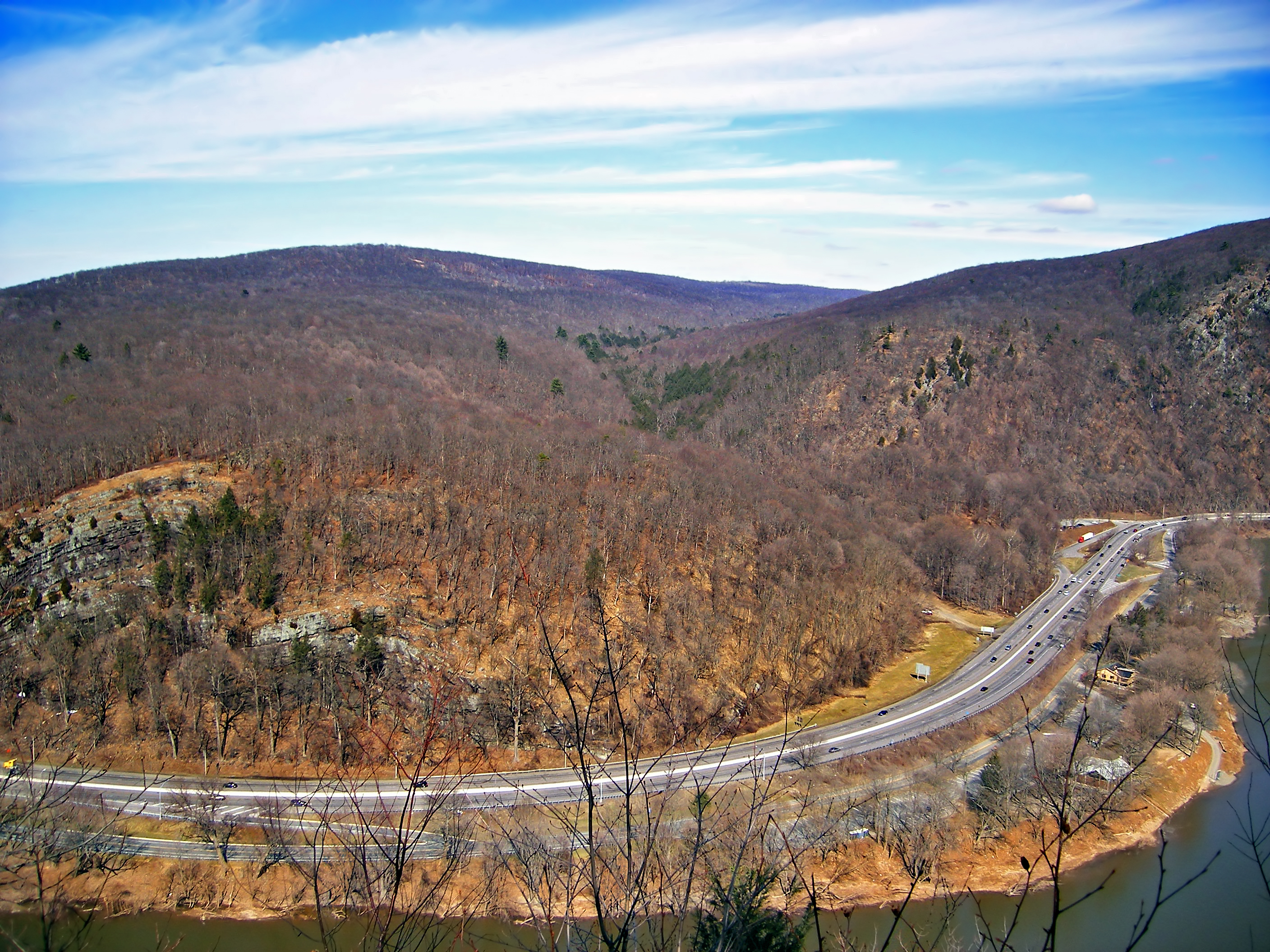
Interstate 80 genom New Jersey nära Delaware Water Gap.

- Hardwick Township
- Knowlton Township
- Hope Township
- Allamuchy Township

#### Morris County
- Mount Olive Township
- Netcong
- Roxbury Township
- Mount Arlington
- Wharton
- Rockaway Township
- Denville
- Parsippany-Troy Hills
- Montville

#### Essex County
- Fairfield Township

#### Passaic County
- Wayne
- Totowa
- Woodland Park
- Paterson

#### Bergen County
- Elmwood Park
- Saddle Brook
- Lodi
- Hackensack
- Teterboro
- Ridgefield Park
- Teaneck

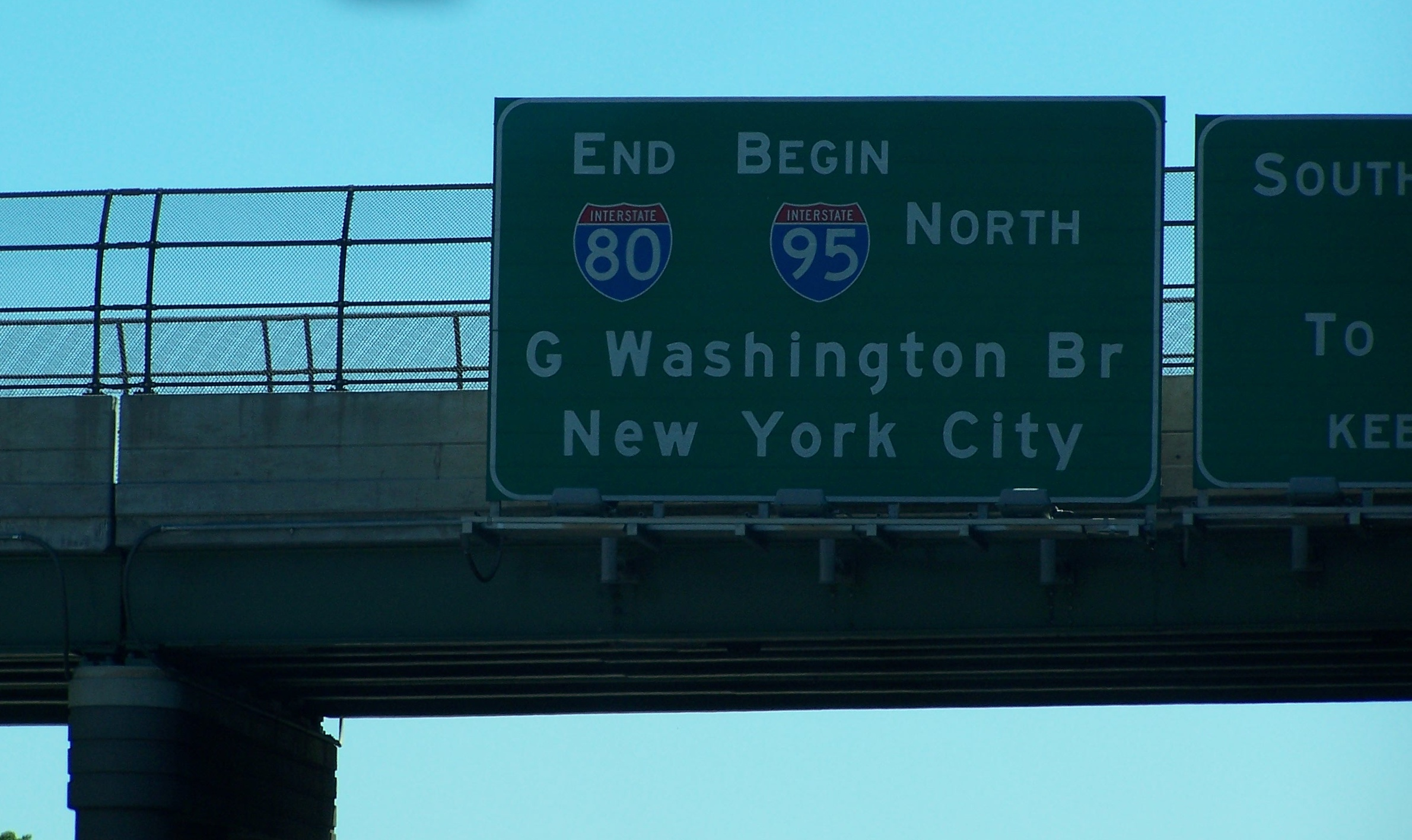
Interstate 80 slutar i korsningen med Interstate 95 i Teaneck, New Jersey.

Vägen slutar vid korsningen med New Jersey Turnpike/Interstate 95 i Teaneck strax väster om New York.